# En de violen zwegen
En de violen zwegen is een boek in romanvorm van de Poolse schrijver Alexander Ramati.  Het gaat over de situatie van de Roma en Sinti gedurende de Holocaust en is gebaseerd op historische gebeurtenissen.
Het boek vertelt het verhaal van ene Roman Mirga, die de Holocaust overleefde. Of deze Roman Mirga een bestaand of fictief persoon was, is niet duidelijk.

## Samenvatting
Roman woonde met zijn familie in Warschau en verdiende de kost als muzikant. Zodra het nieuws van de ophanden zijnde deportaties hem bereikt wil hij zijn familie waarschuwen, maar die wil aanvankelijk niets van zijn waarschuwing weten, omdat ze ook spelen op gelegenheden bij de Duitsers en daar voor hun inkomen afhankelijk van zijn. Maar ten slotte besluiten ze toch te vluchten naar Hongarije, dat op dat moment nog niet bezet was. In 1943 wordt echter ook Hongarije bezet en belandt de familie in Auschwitz-Birkenau, waar Mengele medische experimenten verricht. Roman overleeft het kamp.

## Achtergrond
De Holocaust van de Roma en Sinti (de Porajmos) kreeg niet veel aandacht en er was lange tijd weinig interesse in hun geschiedenis.
Bij het aan de macht komen van Adolf Hitler op 31 maart 1933 was er nog geen sprake van grootschalige uitroeiing van Romani. De wetten waaronder zij leefden, gingen nog terug op middeleeuwse wetten. Aanvankelijk had ook Hitler niet veel oog voor de Romani. Wel was er vanaf 1899 een "Centraal Bureau ter Bestrijding van de Zigeunerplaag" gevestigd in München. 
Op 31 juli 1941 verordonneerde Reinhard Heydrich, de ontwerper van de details van de Endlösung, aan de Einsatzkommandos om "alle Joden, Romani en mentaal gehandicapten te doden". Een paar dagen later gaf Himmler meer details vrij over de criteria die moesten gehanteerd worden voor de biologische en raciale evaluatie van elke Romanifamilie, die tot drie generaties terug de achtergrond van hun afkomst moesten bepalen. In november 1941 werden 1000 Duits/Oostenrijkse Roma en Sinti in het vernietigingskamp Chełmno in Polen vergast. Dat was ruim acht maanden voordat de nazi's begonnen met de massale vergassingen van Joden. 
Nazi-wetenschappers gebruikten Roma en Sinti vaak ook voor medische experimenten in de vernietigingskampen. Op 16 december 1941 gaf Himmler het bevel om de laatste Romani die nog overbleven in Europa, te deporteren naar Auschwitz-Birkenau om vernietigd te worden. Enkele dagen later, op 24 december 1941, volgde dan het bevel van Lohse dat "De zigeuners dezelfde 'behandeling' moesten krijgen als de Joden". 
Op een meeting van de partij van 14 september 1942 kondigde de minister van justitie, Otto Georg Thierack, aan dat "Joden en zigeuners onvoorwaardelijk vernietigd moesten worden." Wiernik beschrijft de aankomst in het voorjaar van 1943 van de grootste groep Romani in het vernietigingskamp Treblinka: Op een dag was ik aan het werk aan de inkompoort en merkte dat de Duitsers en de Oekraïners speciale voorbereidingen maakten... ondertussen ging de poort open en ongeveer 1.000 zigeuners werden binnengeleid (dit was het derde transport van zigeuners). Ongeveer 200 van hen waren mannen, al de rest waren vrouwen en kinderen... al de zigeuners werden naar de gaskamers gejaagd en nadien verbrand... 
In Auschwitz-Birkenau waren de Romani een gewild object voor Dr. Josef Mengele. Al bij zijn aankomst in mei 1943 in het kamp zond hij onmiddellijk een duizendtal Romani, die aan tyfus leden, naar de gaskamers en spaarde (even toch) het leven van de overige zieke Romani van Duitse origine. De betekenis van dit incident was tweeledig: Mengele hing de nazidoctrine aan dat Romani een ondersoort waren van het mensenras en daarom als "onwaardig leven" moesten beschouwd worden. Vooral Sinti en Roma tweelingkinderen waren erg gewild en gebruikte hij voor gruwelijke medische experimenten. In juli 1944 werd besloten in Auschwitz-Birkenau de volledige Romanirafdeling op te ruimen: in de nacht van 1 op 2 augustus 1944 werden ongeveer 4.000 Romani in één enkele actie vermoord, en die nacht wordt thans herinnerd als de "zigeunernacht".

## Boekgegevens
- En de violen zwegen, Alexander Ramati, 1988, Amsterdam: Omega Boek. ISBN 9060577140